# Paracarniella
Paracarniella is een geslacht van wantsen uit de familie van de Miridae (Blindwantsen). Het geslacht werd voor het eerst wetenschappelijk beschreven door Henry & Ferreira in 2003.

## Soorten
Het genus bevat de volgende soorten:

- Paracarniella cubanus (Bruner, 1934)
- Paracarniella dominicanensis Henry & Ferreira, 2003
- Paracarniella mexicana (Distant, 1893)
- Paracarniella puertoricensis Henry & Ferreira, 2003
- Paracarniella sabaenis (Carvalho, 1985)